# Altemühle

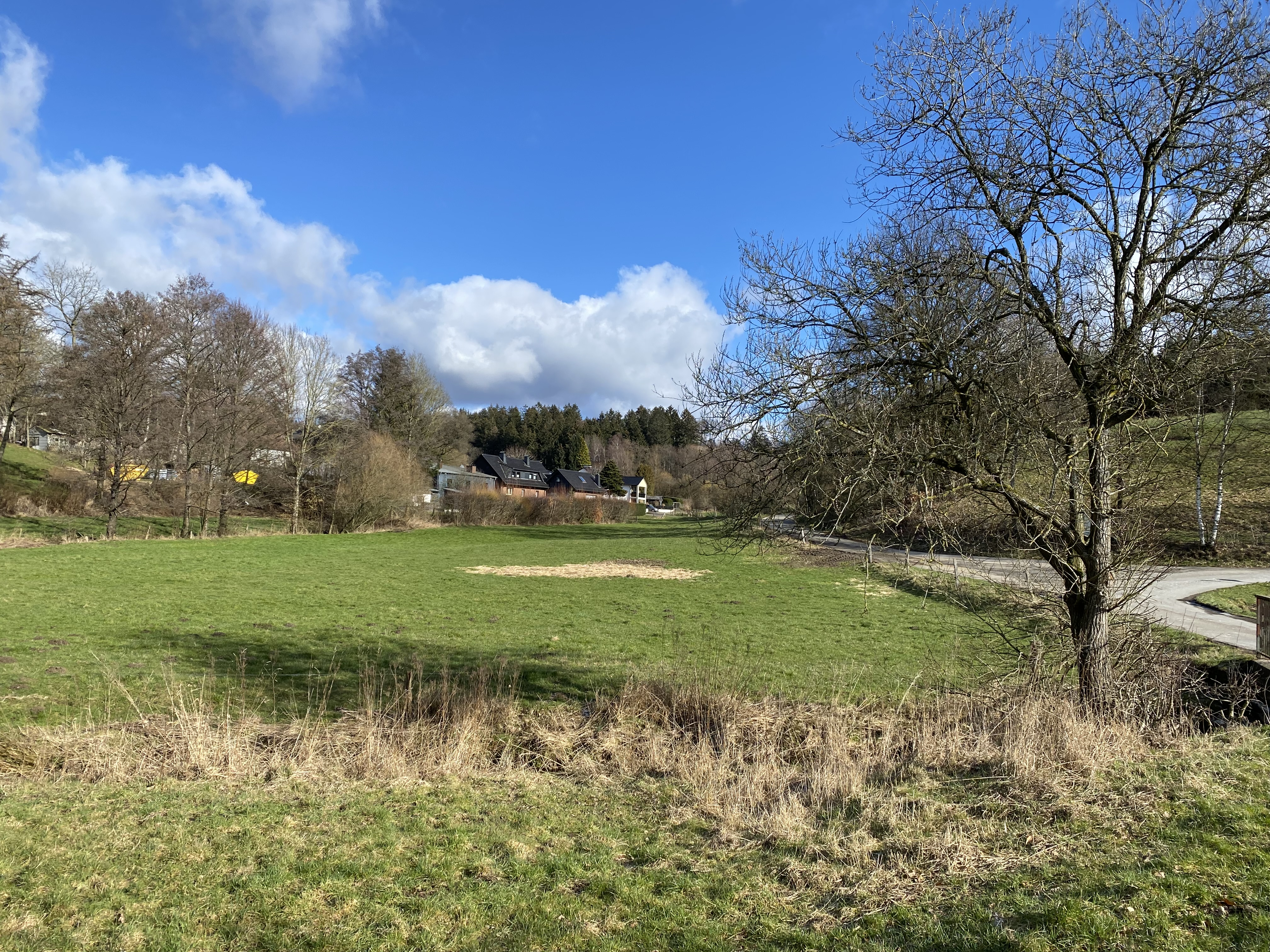
Altemühle mit Hasenbecke (hinten links) Bolsenbach (vorne von rechts kommend)

Altemühle ist eine Hofschaft und ehemalige Mühle in Halver im Märkischen Kreis im Regierungsbezirk Arnsberg in Nordrhein-Westfalen (Deutschland).

## Lage und Beschreibung
Altemühle liegt auf 360 Meter über Normalnull westlich vom Halveraner Hauptort. Nachbarorte sind neben dem Hauptort die Orte  Hesseln, Gesenberg, Hefendehl, Ober- und Niederhövel. Der Ort ist über Nebenstraßen zu erreichen, die den Hauptort mit dem Ortsteil Eickerhöhe verbinden. Nordöstlich erhebt sich eine Anhöhe mit 411,8 Meter über Normalnull.
Altemühle liegt an dem Bach Hasenbecke, einem Zufluss des Bolsenbachs.

## Geschichte
Altemühle wurde erstmals 1465 urkundlich erwähnt, die Entstehungszeit der Siedlung wird aber im Zeitraum zwischen 1300 und 1400 in der Folge der zweiten mittelalterlichen Rodungsperiode vermutet. Altemühle war ein Abspliss des Hofes Hohenhausen (heute im nördlichen Ortszentrum aufgegangen).
Im Jahre 1818 lebten zwölf Einwohner im Ort. Laut der Ortschafts- und Entfernungs-Tabelle des Regierungs-Bezirks Arnsberg wurde der Ort unter dem Namen Altenmühle als Hof kategorisiert und besaß 1838 eine Einwohnerzahl von 21, allesamt evangelischen Glaubens. Der Ort gehörte zu dieser Zeit der Dorfbauerschaft innerhalb der Bürgermeisterei Halver an und besaß vier Wohnhäuser und ein landwirtschaftliches Gebäude.
Das Gemeindelexikon für die Provinz Westfalen von 1887 gibt eine Zahl von 35 Einwohnern an, die in vier Wohnhäusern lebten.